# 状元先生第
状元先生第，位于中国广东省汕头市澄海区隆都镇上北村陇美，现为澄海区文物保护单位，类型为古建筑，公布时间为1984年12月5日。
状元先生第的历史年代为明代。